# Eulophia versicolor
Espèce
Classification phylogénétique
Eulophia versicolor est une espèce botanique de la famille des Orchidaceae, endémique de l'île de La Réunion, dans l'océan Indien.

## Informations complémentaires